# Jean-Yves Klein

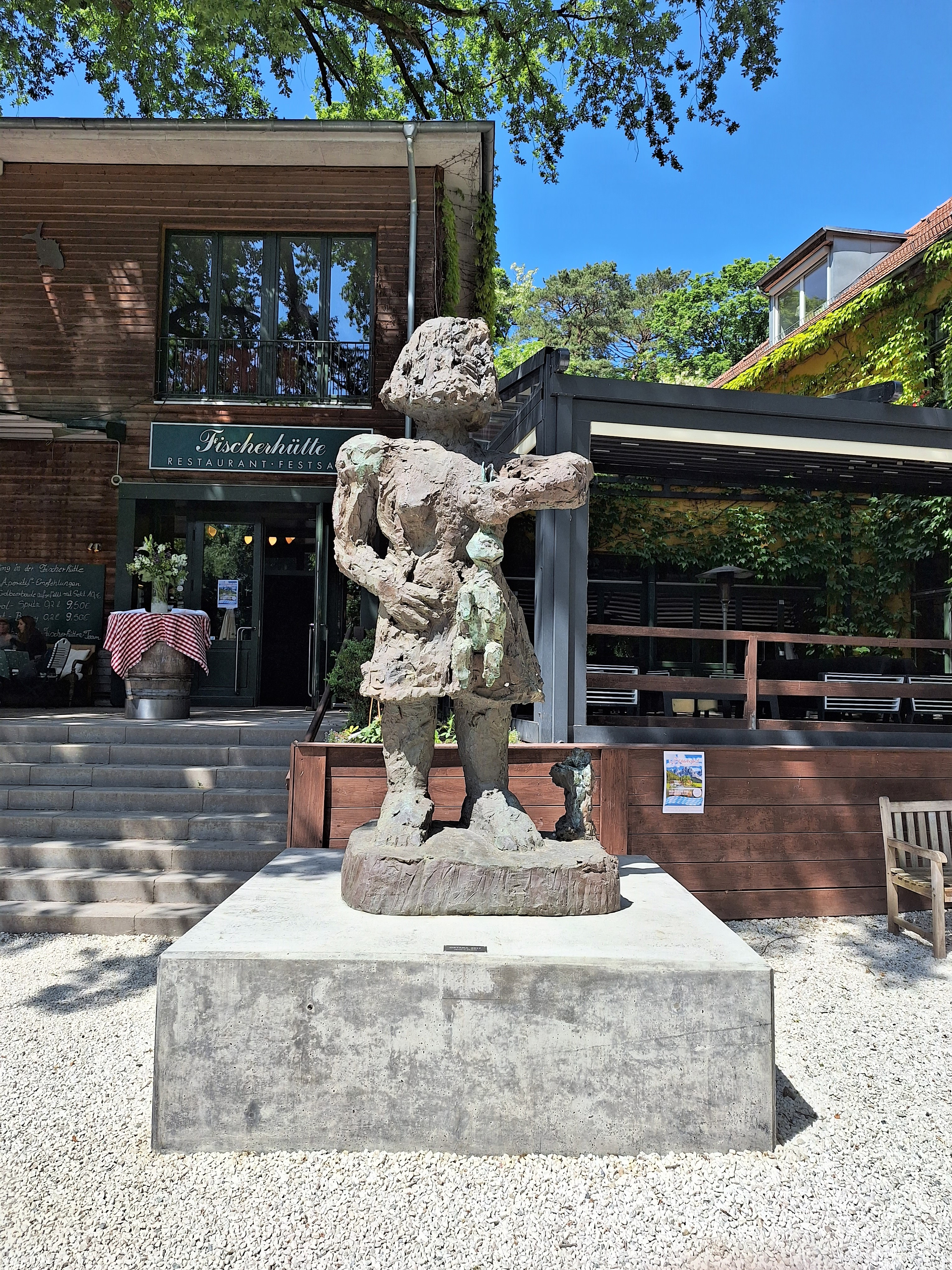
Plastik „Ostara“ von 2017 vor der Fischerhütte am Schlachtensee

Jean-Yves Klein (* 1960 in Montreal) ist ein kanadisch-deutscher Maler und Bildhauer. Er lebt und arbeitet in Berlin sowie auf Peloponnes.

## Vita und Werk
1960 in Montreal geboren, wanderte er mit 16 Jahren nach Paris aus und schrieb sich 1976 an der Académie Saint-Roch bei Jean Bertholle, einem Schüler von Roger Bissière ein, dessen Werk sich für Klein als prägend herausstellte. Vier Jahre darauf im Jahr 1980 wechselte Jean-Yves Klein an die École nationale supérieure des beaux-arts, Paris, wo er 1981 die Graffiti Group gründete. Für zwei weitere Jahre war ihm dort Olivier Debré Professor, bevor Jean-Yves Klein 1982 nach Berlin übersiedelte und das Studium an der Hochschule der Künste Berlin fortsetzte. Es folgte eine Studienreise in die amerikanische Kunstmetropole New York 1985. Dort traf er Willem de Kooning in seinem Atelier. Stilistisch vollzog sich bei Klein erstmals eine Entwicklung von der lyrischen Abstraktion der École de Paris hin zur freien, großzügig anmutenden Malerei der amerikanischen Abstrakten Expressionisten, ein Einfluss der prägend bleiben sollte. Anschließend erwarb er 1986 seinen Meisterschüler bei Martin Engelman. 1987 wurde ihm das Stipendium Nachwuchsförderung zugesprochen. Die Stiftung Starke erteilte ihm 1992 ein Atelierstipendium. Es folgten u. a. Kooperationen mit dem Kunsthändler Matthias Arndt und Kuratoren Christoph Tannert.
Im Frühjahr 2008 entstand eine malerisch-lyrische Kooperation zusammen mit den Schriftstellern Jan Wagner, Uwe Kolbe und Robert Weber auf Kyparissa. Zusammen mit Uwe Kolbe entstand das Künstlerbuch Auf der Pirsch/Lietzenlieder. Im selben Jahr bat Josef Laggner den Künstler um die künstlerische Ausgestaltung der Gendarmerie. Hierfür erschuf er mehrere Innenraumskulpturen sowie ein monumentales Wandrelief, welches von der Kunstkritik lobend aufgenommen wurde. Die New York Times beschrieb das Werk als „den Wow Faktor des Restaurants“. In dionysischer Manier erfreuen sich die Dargestellten in Kleins Gemälde an dem Reichtum der Speisen. Der, aus der griechischen Mythologie entlehnte Topos, stellt zugleich eine Referenz an den Kontext des Ortes dar.
Als inspirierende Vorlage diente das Gemälde Los Borrachos von Diego Velázquez, dessen Narrativ Jean-Yves Klein in seine eigene Formensprache transponierte. An dem fast 15 Meter langen und 5 Meter hohen Werk aus Lärchenholz arbeitete Klein ein halbes Jahr. Hierbei setzte er Kettensäge und Beil ein.
Weitere Werke im öffentlichen Raum befinden sind u. a. in der Fischerhütte am Schlachtensee, in Poppi, Toskana, in Sucy-en-Brie und im Kunsthaus Taunusstein. Auch in seinem weiteren Œuvre gibt er dem Primat der Farbe den Vorzug, das Motiv tritt hinter der gewichtigen Eigenwirkung des Kolorits zurück. Mit viel Verve entfaltete Jean-Yves Klein ein koloristisch kraftvolles Panorama mythologischer sowie kunsthistorischer Zitate, welche er in sein eigenes malerischen Denken und Fühlen versinnbildlicht. Er greift hierbei bevorzugt zum Medium der Malerei oder Skulptur. Letztere formt er meistens mit einer eigens entwickelten Technik, wo er sich einer Kettensäge bedient und die Figuren aus einem Holzblock sägt.
Seine Arbeiten befinden sich u. a. in Privatsammlungen in Belgien, Brasilien, Deutschland, Frankreich, Griechenland, Israel, Italien, Kanada, Marokko, Portugal, Senegal, Spanien und den USA.

## Biennalen
- 2016: 6. Marrakech Biennale, Marrakech
- 1990: Dak’Art, Biennale Dakar, Senegal

## Einzelausstellungen
- 2017: La vie est dure, Galerie Bernard Jordan, Paris
- 2016: Aegean, Garboushian Gallery, Los Angeles
- 2016: Quellen, Galerie Kampl, München
- 2015: Chimeras, Gallery Molly Krom, New York
- 2014: Mythen, Galerie Michael Schultz, Berlin
- 2013: Jean-Yves Klein, BAP Gallery, Istanbul
- 2011: Pandorica, Gallery 39 for Contemporary Art, Tel Aviv
- 2009: Im Olivenhain, Galerie Cornelissen, Wiesbaden
- 2009: 9 Bilder, Kunsthalle Vierseithof, Luckenwalde
- 2003: Athanatos, Galerie Cornelissen, Wiesbaden
- 2001: Cactusmania, Galerie Cornelissen, Wiesbaden
- 2001: Bilder und Zeichnungen, Galerie Eikelmann, Düsseldorf
- 1995: Lucifer laisse faire, Galerie Berinson, Berlin
- 1994: Neue Bilder, Galerie Hesselbach, Berlin
- 1990: Bildnis einer Begierde, Galerie Raab, Berlin
- 1982: Le Rêve, Galerie Verdeau, Paris
- 1978: Peinture, Akademie Saint Roch, Paris

## Gruppenausstellungen
- 2019: Zeitströme und Näherungen, Kunsthaus Taunusstein, Niederlibbach-Taunusstein
- 2018  NGURO NGURO, Atelier Jonas Burgert, Berlin
- 2018: Gruppenausstellung, Galerie Holger John, Dresden
- 2019: Mona Lisa – ein Lächeln für Europa, Rotes Rathaus, Berlin
- 2018: Painted Images, Sanatorium Gallery, Istanbul
- 2016: Nem as paredes confesso, Galeria Rua Miguel Bombarda, Porto
- 2015: Die Spielchen des Freund Hein / The Little Games of Mr Joe Black, Palastgalerie, Berlin
- 2013: Berlin – New York, Contemporary Art Centre Berlin – New York, Wiesbaden
- 2012: Vierunddreißig zu Kleist, Städtische Galerie Speyer, Speyer
- 2011: Tilo Ilar 3, Gallery Art Cargo, Athen
- 2009: Exposition Surprise, Galerie Cornelissen, Wiesbaden
- 2008: Tilo Ilar 1, Galerie Art Cargo, Athen
- 2006: Farben, Kunstmuseum Kloster Unser Lieben Frauen, Magdeburg
- 2006: Gruppenaustellung, Brigitte Henninger projects, München
- 2005: Berlin Berlin, Salao-de artes, São Paulo
- 2004: Opendoors – Openeyes, Galerie Tatry, Bordeaux
- 2003: Cocktails, Berlinische Galerie, Berlin
- 2003: Gruppenuasstellung, Kunsthalle Vierseithof, Luckenwalde
- 2002: Köpfe und Portraits, Galerie Schloss Mochental, Ehingen
- 2002: Gruppenausstellung, Museum Heylshof, Worms
- 2001: Convergence – Annäherung, Goethe-Institut Washington, Washington
- 2001: Convergence – Annäherung, Hackesche Höfe, Berlin
- 2001: Genji Monogatari, Kunstverein Speyer, Speyer
- 2000: Genji Monogatari, Kunstverein Lingen, Lingen
- 2000: Malerei, Kunstverein Genthiner Elf, Berlin
- 1999: Künstler der Galerie, Galerie Cornelissen, Wiesbaden
- 1996: Peinture. Trau deinen Augen, Hausvogteiplatz, Stiftung Starke, Berlin
- 1992: Zwei Arbeiten, Galerie Vruchtenhagel, Kassel
- 1988: Bilder, Galerie Bruno Brunnet, Köln
- 1984: Die die von heute sind, sind morgen von gestern, Kunstquartier Ackerstraße, Berlin
- 1982: Magalis Day, Alliance Francaise, São Paulo